# Metro van Kaohsiung
De  Kaohsiung Mass Rapid Transit System   (Chinees: 高雄大眾捷運系統, 高雄捷運; Hanyu pinyin: Gāoxióng Dàzhòng Jiéyùn Xìtǒng, Gāoxióng Jiéyùn) is het metrostelsel van de Taiwanese stad Kaohsiung. De havenstad Koahsiung is na Taipei de grootste stad van het land met een bevolking van ongeveer 2,7 miljoen. Het stelsel opende in 2008 en kent tegenwoordig 2 lijnen en 36 stations.  De metro wordt in opdracht van het stadsbestuur door het bedrijf KRTC (Kaohsiung Rapid Transit Corporation) geëxploiteerd. Enkele stations, zoals het overstapstation Formosa Boulevard, kennen een bijzondere architectuur.

## Geschiedenis
Het stadsbestuur deed in 1987 een haalbaarheidsstudie naar hoogwaardig stedelijk spoorvervoer. Met de positieve uitkomsten hiervan werd in Taipei bij de regering gelobbyd voor goedkeuring en financiële steun. In 1990 verleende deze toestemming, vervolgens ondervond de uitwerking enige vertraging door onenigheid tussen de twee betrokken regio's (Kaohsiung en Kaohsiung County).
In 1994 werd een vervoersautoriteit opgericht en middels een Build Operate Transfer-contract werden bedrijven vastgelegd voor het bouwproject. Het Taiwanese China Steel en enkele lokale bedrijven konden tekenen voor de bouw, Siemens Mobility ontving de order voor het rollend materieel. Oktober 2001 werd begonnen met de eigenlijke bouw, tijdens het werk stortten enkele gebouwen naast station Sizihwan in. De eerste testrit vond eind 2006 plaats. Als eerste opende de rode lijn opende op 9 maart 2008, de oranje lijn kwam een half jaar later gereed, de groene lijn volgde in 2015.

## Lijnen
De rode lijn heeft een lengte van 31,1 km en verloopt in noord-zuidelijke richting. Van de 25 stations bevinden zich er 15 ondergronds, 1 ligt op maaiveldniveau, de rest is verhoogd gebouwd. In het zuiden biedt zij aansluiting op Kaohsiung International Airport, om vervolgens onder Sandao Shopping District en Central Park te verlopen naar overstapstation Formosa Boulevard. Op weg naar het noordelijke eindstation Gangshan kan op Zyoying overgestapt worden op de hogesnelheidstrein van Taiwan. Op 30 juni 2024 werd een uitbreiding van 3 km met 2 stations noordwaarts in gebruik genomen van de oude terminus Ciaotou naar Gangshan. Er zijn nog uitbreidingsplannen voor de rode lijn:  In de noordelijke districten Gangshan en Luzhu en Hunei zijn nog zeven andere stations voorzien. Aan de zuidkant zijn nog elf stations gepland.
De oranje lijn kent 14 stations op een lengte van 14,4 kilometer. Slechts het meest westelijke station ligt op maaiveldniveau, de rest bevindt zich ondergronds. Vanuit het noordelijk puntje van het uitgestrekte havengebied rijden de metrotreinen in oostelijke richting. Tussen de laatste twee stations staan nog extra stations gepland en er bestaan ook uitbreidingsplannen voor de lijn in oostelijke richting.
Deze beide eerste lijnen hebben een spoorwijdte van 1435 mm en worden gevoed via een derde rail (750 volt DC). 
De groene lijn kent 38 stations op een lengte van 22,1 kilometer. Deze lightrail lijn, ook gekend als de Circular Line, ligt als een cirkel rond het stadscentrum.

## Toekomst
De Kaohsiung Mass Rapid Transit heeft langetermijnplannen opgesteld: het reeds genoemde verlengen van de bestaande lijnen en het aanleggen van enkele light rail lijnen (in lichte kleuren aangegeven op de afgebeelde kaart). Hoewel er nabij Central Park al tijdelijk een demonstratielijn gebouwd werd, bevinden de lightrailplannen zich nog in een vroeg stadium.

## Galerij

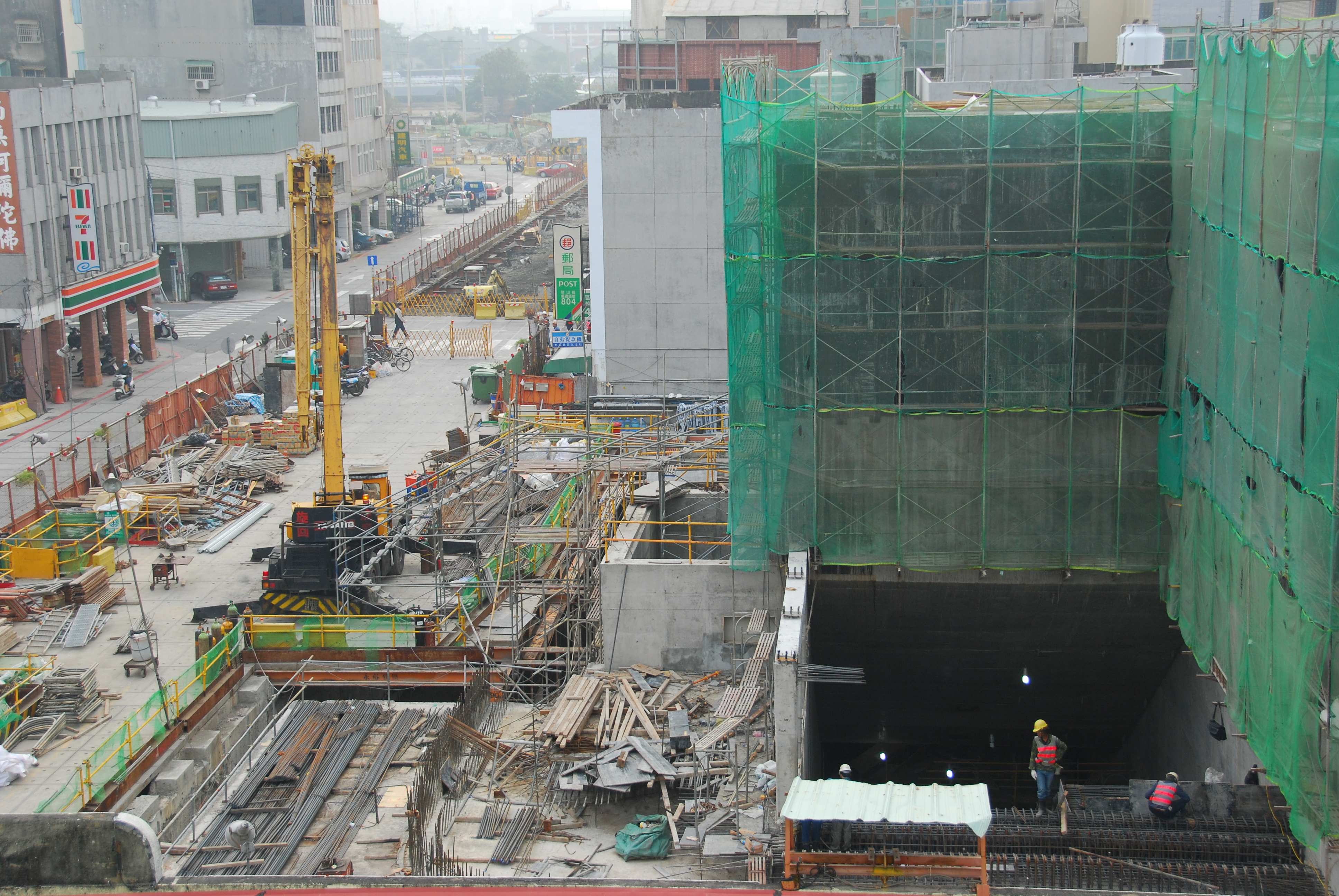
Bouw van een metrostation
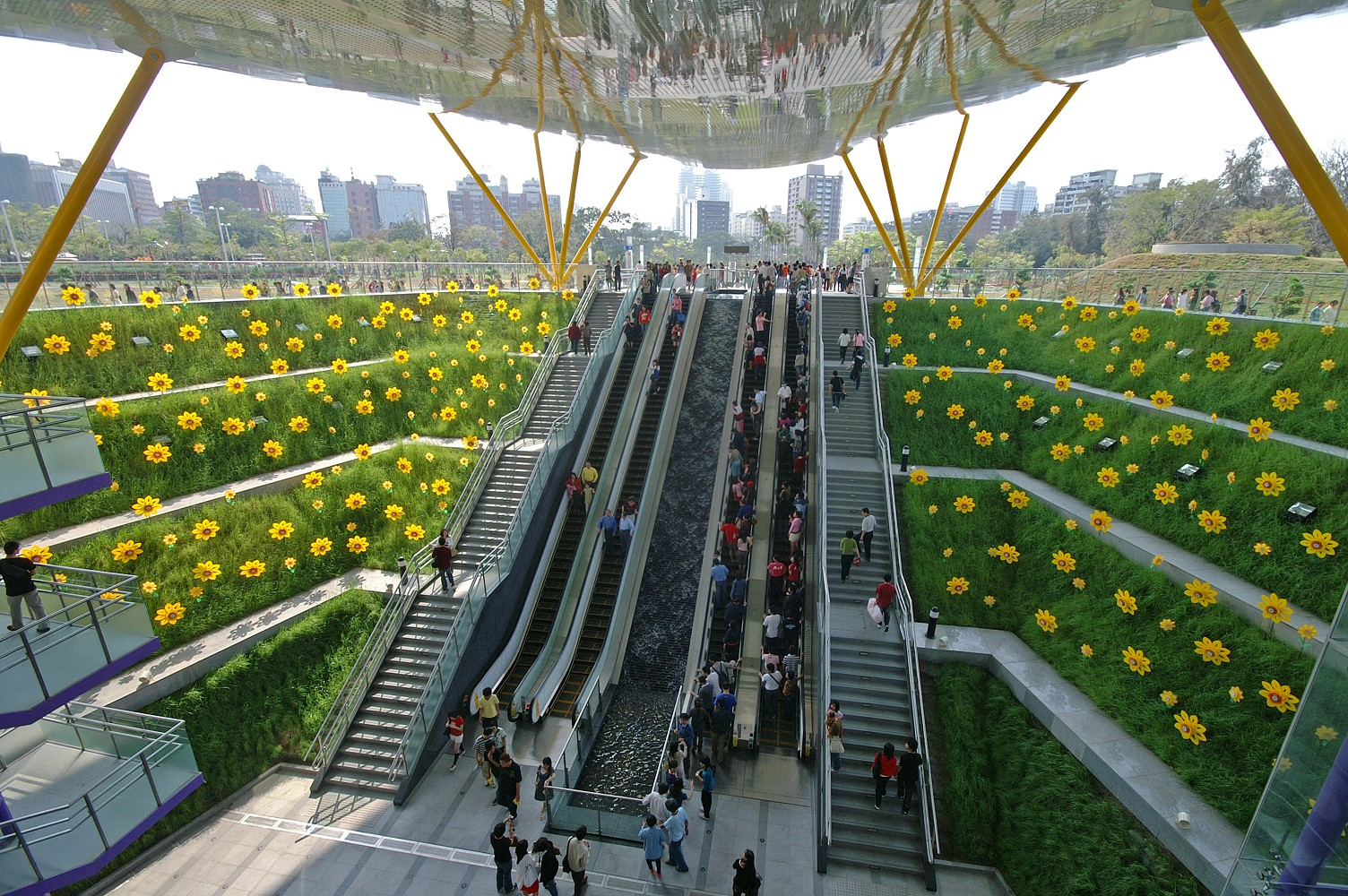
Entree van Central Park (ontwerp: Richard Rogers)
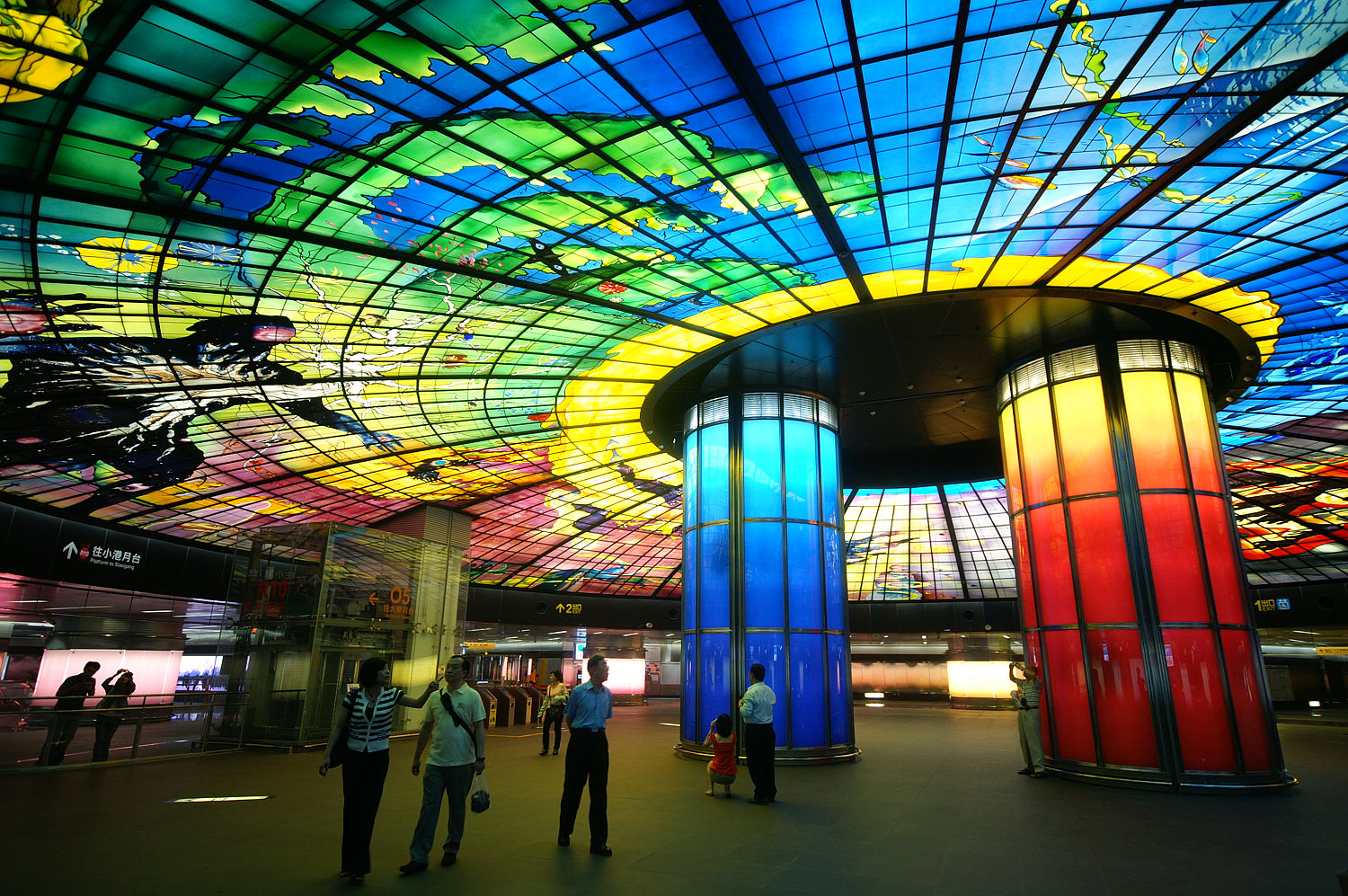
The dome of light in Formosa Boulevard (Narcissus Quagliata)
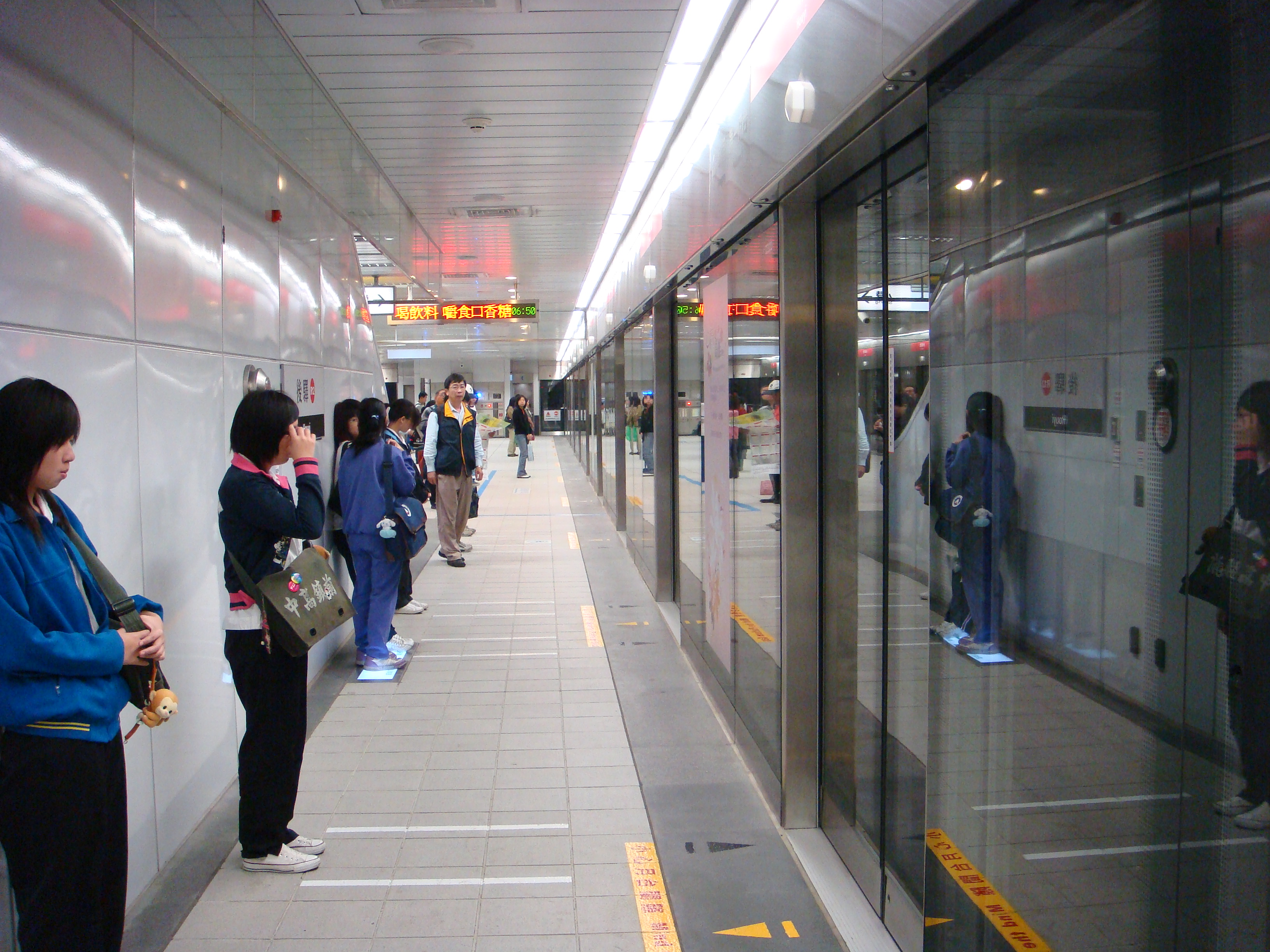
Schuifdeuren op het perron van station Houyi